# 가마고리정
가마고리정(蒲郡町)은 아이치현 호이군에 설치되었던 정이다. 1954년 4월 1일 가마고리정 및 미야정, 시오쓰촌 등 3개 정·촌이 합병하여 가마고리시가 신설되고 폐지되었다.